# Cyprinus yilongensis
Cyprinus yilongensis är en fiskart som beskrevs av Yang et al., 1977. Cyprinus yilongensis ingår i släktet Cyprinus och familjen karpfiskar. IUCN kategoriserar arten globalt som utdöd. Inga underarter finns listade i Catalogue of Life.